# Marigny-lès-Reullée
Marigny-lès-Reullée település Franciaországban, Côte-d’Or megyében. Lakosainak száma 214 fő (2022. január 1.). Marigny-lès-Reullée Villy-le-Moutier, Ruffey-lès-Beaune, Corberon, Corgengoux és Meursanges községekkel határos.

## Népesség
A település népességének változása:
| Lakosok száma | 134  | 144  | 168  | 187  | 206  | 209  | 216  | 220  | 218  | 214  |
|               | 1968 | 1982 | 1990 | 2006 | 2013 | 2015 | 2017 | 2019 | 2020 | 2022 |